# Стеатода Пайкулля
Стеатода Пайкулля, или ложный каракурт (Steatoda paykulliana) — вид пауков-тенётников из рода Steatoda. Видовое название дано в честь шведского натуралиста Густава Пайкуля (1757—1826).

## Описание

### Внешний вид
Это паук с чёрным, блестящим шарообразным брюшком, на спинной стороне которого есть красный рисунок, но у молодых экземпляров этот рисунок белого цвета и постепенно краснеет, как и у каракурта. Длина головогруди не меньше 0,35 см, средняя длина тела примерно 2 см. Хелицеры расположены вертикально и не очень велики.

### Распространение
Вид широко распространен в Европе, Азии и на Среднем Востоке. Он обнаружен на территориях Португалии, Испании,  Великобритании, Нидерландах, Франции, включая Корсику, Бельгии, Италии, Швейцарии, Австрии, Словении, Хорватии, Сербии, Боснии и Герцеговины, Северной Македонии, Албании, Румынии, Украины, Болгарии, Греции, Мальты, на Кипре, Турции, Грузии, Ливана, Сирии, Израиля, Палестины, Азербайджана, Дагестана, России ( в Причерноморье, Крыму, на Кавказе,), северо-западном Китае, Казахстане, южном Кыргызстане, Таджикистане, Узбекистана, Туркменистана, Ирана, Саудовской Аравии, Йемена, Египта, Эфиопии, Эритреи, Ливии, Туниса, Алжира, Марокко.

### Ядовитость
Обладает нейротропным ядом. Этот яд эффективно действует на насекомых и намного слабее на млекопитающих. Его воздействие на человека по сравнению с укусом настоящего каракурта незначительно и сравнимо с укусом осы,, но для детей и мелких животных он может быть опасен.